# Chthonius densedentatus
Chthonius densedentatus är en spindeldjursart som beskrevs av Beier 1938. Chthonius densedentatus ingår i släktet Chthonius och familjen käkklokrypare. Inga underarter finns listade i Catalogue of Life.